# 125-я улица (линия Восьмой авеню, Ай-эн-ди)
|     |   |   |     |     |   |   |     |
| · л | · | · | · э | · э | · | · | · л |

|     |   |   |     |     |   |   |     |
| · л | · | · | · э | · э | · | · | · л |

«125-я улица» (англ. 125th Street) — станция Нью-Йоркского метрополитена, расположенная на линии Восьмой авеню, Ай-эн-ди. Станция находится в Манхэттене, в районе Гарлем, на пересечении 125-й улицы и Сент-Николас-авеню. На станции останавливаются маршруты: A (круглосуточно), B (в будни днём и вечером до 23:00), C (круглосуточно, кроме ночи) и D (круглосуточно). Экспресс-пути используются маршрутами A (круглосуточно, кроме ночи) и D (круглосуточно). Локальные пути используются маршрутами: A (ночью), B (в будни днём и вечером до 23:00) и C (круглосуточно, кроме ночи).
Станция расположена на четырёхпутном участке линии, представлена двумя островными платформами.
Станция обладает мезонином, расположенным над платформами по всей их длине, там находятся турникетные залы. Имеется несколько выходов. Раньше также был выход на 126-ю улицу, но в процессе одной из реконструкций он был закрыт. Станция доступна для инвалидов, была оборудована лифтами. Станция пользуется большим спросом: отсюда следует автобус М60 до аэропорта Ла Гуардия, также неподалёку расположен Театр Аполлона и медицинский колледж.
Следующей станцией для экспрессов в южном направлении является 59th Street — Columbus Circle. Расстояние до неё составляет 5 км. При этом экспрессы проезжают мимо семь локальных станций. Этот перегон лидирует по длине и количеству подряд идущих локальных станций во всей подземке.